# Liste der Erzbischöfe von Esztergom
Die Liste führt die Erzbischöfe des Erzbistums Gran (Esztergom), später Esztergom-Budapest, auf, die zugleich auch Primas von Ungarn waren. Das Erzbistum wurde 1001 durch König Stephan I. gegründet und besteht seitdem ununterbrochen.
- Dominicus (um 1001/02)
- Sebastian (um 1005)
- Anastasus-Astrik (um 1007–um 1026)
- Benedikt (um 1046)
- Dersfi Dezső (um 1067)
- Nehemias (um 1075)
- Acha (um 1094)
- Serafin (um 1095–1104)
- Hartwick (um 1116)
- Marcell (um 1119)
- Felix (um 1127)
- Makár (um 1142)
- Kökényes (um 1146)
- Martyrius (um 1156)
- Lukas (um 1160)
- Miklós (um 1181)
- Ijob (um 1202)
- Johann Merániai (um 1215)
- Salánky
- Gergely (1223–1241)
- Mátyás Rátót (ab 1241)
- István Báncsa (ab 1243)
- Benedikt (ab 1254)
- Fölöp Szentgróti (ab 1262)
- Lodomerius (Ladomér) (1279–1298) (auch seit 1268 Bischof von Várad (Großwardein))
- Gergely (ab 1298)
- Mihály Bői (ab 1303)
- Tamás (ab 1306)
- Boleslaw von Tost (1321–1328)
- Telegdi (ab 1330)
- Miklós Vásári (ab 1350)
- Miklós Keszei (ab 1358)
- Thomas Telegdi (ab 1367)
- Johann de Surdis (ab 1376)
- Demeter (ab 1378)
- János Kanizsay (1387–um 1396)
- Georg von Hohenlohe (1418–1423) (Administrator)
- Johann von Borsnitz (ab 1420)
- György Pálóczi (1423–1438)
- Dénes Szécsi (Desiderius Széchy, Dionysius) (1440–1465) (auch Bischof von Neutra (1438–1439) und Bischof von Erlau)
- Johann Vitez (János Vitéz) (1465–1472) (auch Bischof von Wardein)
- Johann Beckenschlager (1473–1487) (auch Erzbischof von Salzburg und Eger)
- Johann Aragoniai
- Hippolyt Este (1487–1497)
- Tamás Bakócz (1498–1521) (auch Bischof von Raab (1486–1491))
- Georg Szakmary (György Szatmári) (1521–1524) (auch Bischof von Veszprém (1499–1501), Wardein (1501–1505) und Fünfkirchen)
- László Szalkai (1524–1526) (auch Bischof von Waitzen (1513–1522) und Erlau)
- 1543–1683 wird der Bischofssitz nach Tyrnau verlegt
- Pál Várdai (1526–12. Oktober 1549)
- György Martinuzzi (ab 1551)
- Nicolaus Olaho (1553–1568) (auch Erzbischof von Eger und Bischof von Agram)
- Antun Vrančić (17. Oktober 1569–15. Juni 1573)
- Miklós Telegdy (1580 bis 22. April 1586)
- Márton Pethe (1598–1605)
- Ferenc Forgách (1607–1616)
- Péter Pázmány, S.J. (28. Oktober 1616 bis 19. März 1637)
- Imre Lósy (1637–1642)
- György Lippay (1642–1666)
- György Szelepcsényi (1666–1685)
- György VII. Széchényi (1686–1695)
- Leopold Karl von Kollonitsch (1695–1707)
- Christian August von Sachsen-Zeitz (1707–1725) (auch Bischof von Raab)
- Imre Esterházy (1725–1745)
- Miklós Csáky (1751–1757)
- Ferenc Barkóczy (1761–1765)

Vakanz 1765–1776
- József Batthyány (20. Mai 1776 bis 23. Oktober 1799)

Vakanz 1799–1808
- Karl Ambrosius von Österreich-Este (1808–1809)

Vakanz 1809–1819
- Sándor Rudnay Divékújfalusi (17. Dezember 1819–13. September 1831)

Vakanz 1831–1838
- József Kopácsy (1838–1847)
- János Krstitel Scitovszky (28. September 1849–19. Oktober 1866)
- János Simor (22. Februar 1867–23. Januar 1891)
- Kolos Ferenc Vaszary, O. S. B. (13. Dezember 1891–1. Januar 1913)
- János Csernoch (13. Dezember 1912–25. Juli 1927)
- Jusztinián György Serédi, O. S. B. (30. November 1927–29. März 1945)
- József Mindszenty (2. Oktober 1945–18. Dezember 1973)
- László Lékai (12. Februar 1976–30. Juni 1986)
- László Paskai, O. F. M. (3. März 1987–7. Dezember 2002)
- Péter Erdő (seit 7. Dezember 2002)